# Presa de Trängslet

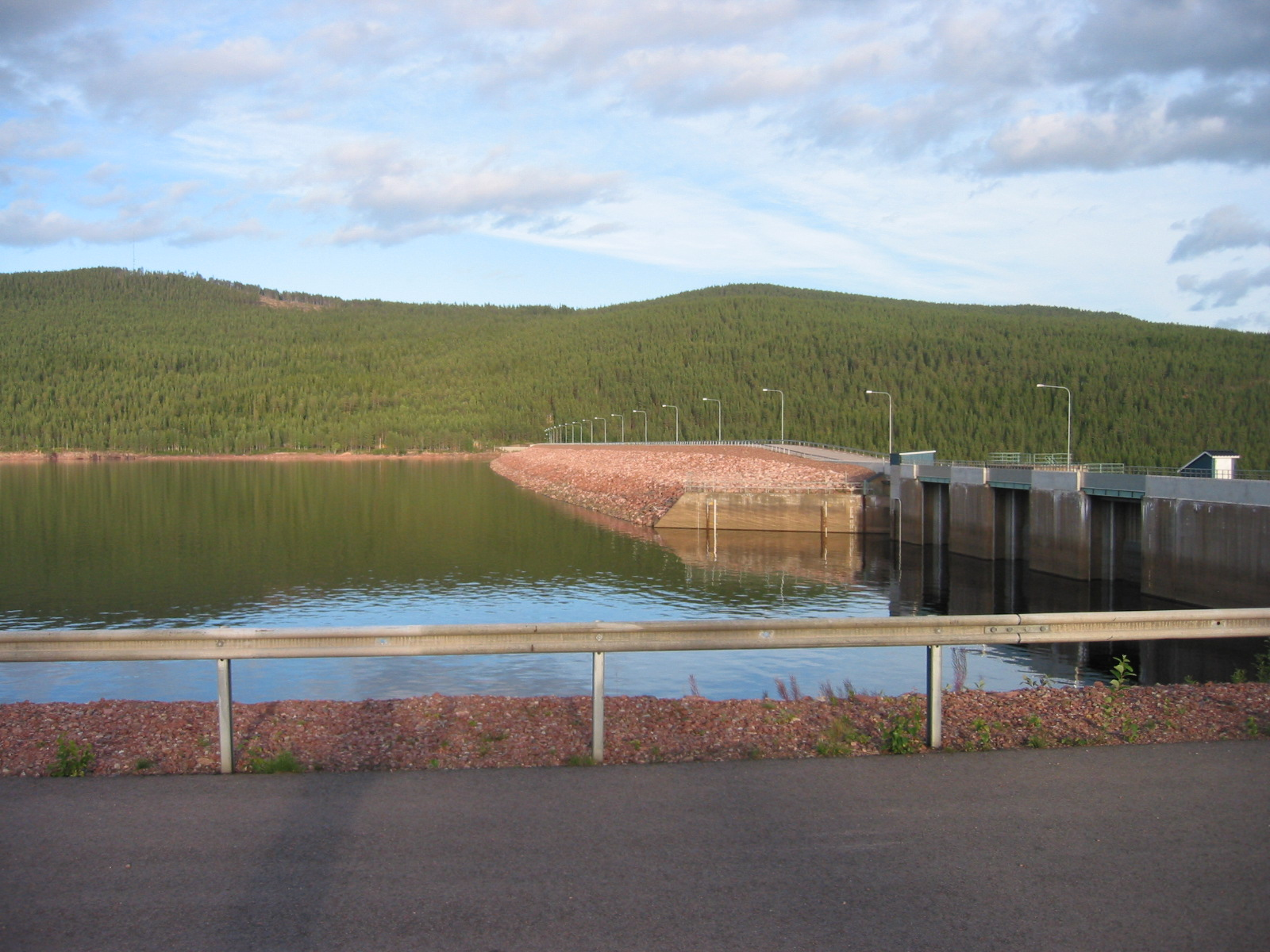
Vista lateral del embalse.

La presa de Trängslet (Trängsletdammen en sueco) es una presa de materiales sueltos ubicada en el curso del Río Dal, cerca de la población que le da nombre, en Dalarna (Suecia). Con sus 125 metros de altura, se trata de la presa más alta de Suecia y su respectivo embalse es, con su capacidad de 880,000,000 m³ (710,000 acre⋅ft), es el lago artificial más grande del país. La presa fue construida entre 1955 y 1960, su central hidroeléctrica posee una capacidad instalada de 330 MV. Actualmente es propiedad de la compañía de energía finlandesa Fortum.

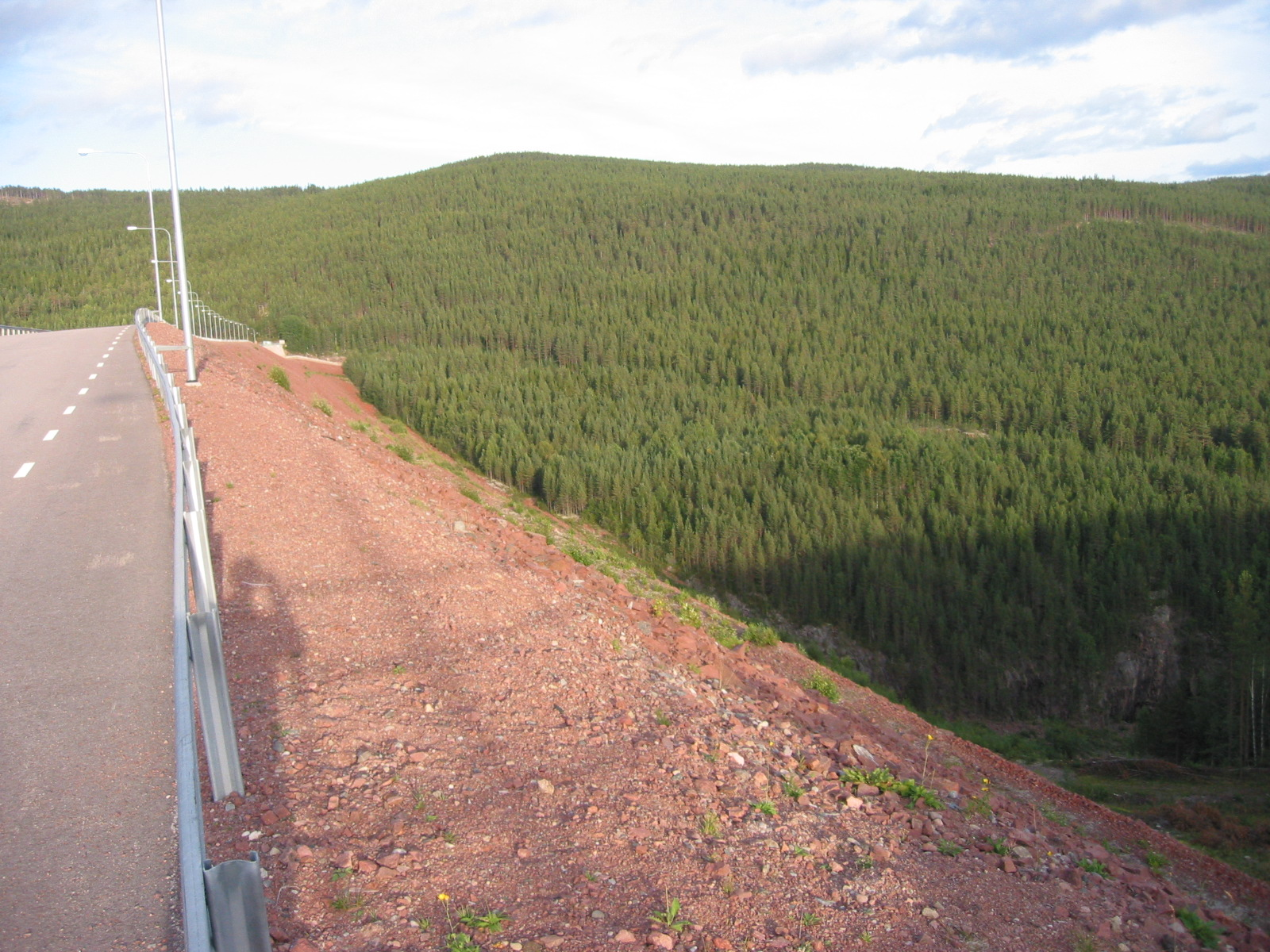
Vista al cauce desde la presa.
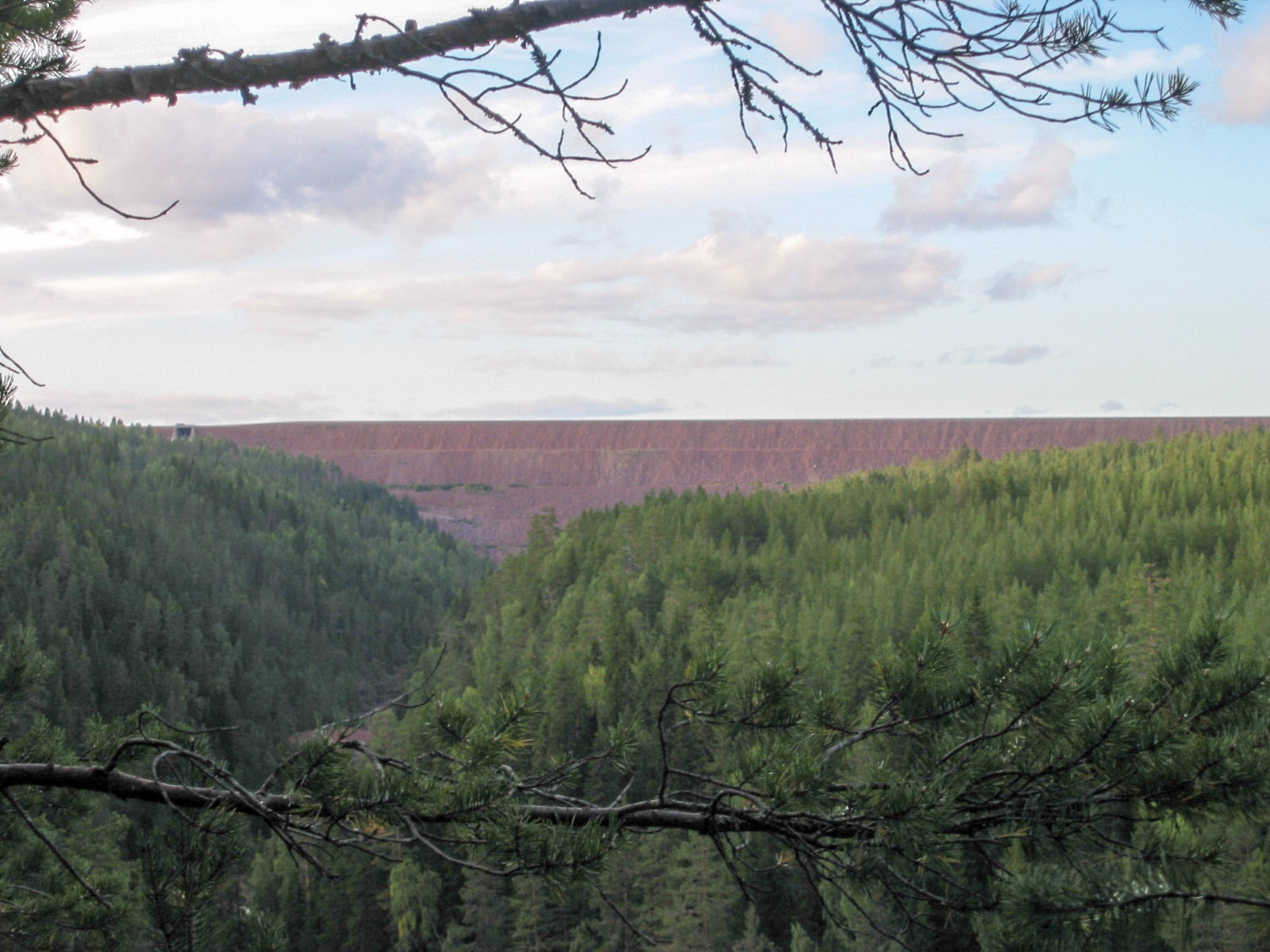
Vista delantera de la presa.

- Datos: Q3375596
- Multimedia: Trängslet / Q3375596